# 丹斯里
丹斯里（Tan Sri）是馬來西亞聯邦榮譽制度的一種稱號，是第二等護國有功勳章（PMN）和第二等王冠效忠勳章（PSM）佩戴者的頭銜，是由最高元首冊封的象徵式終身榮譽身份，受封者多為部長、大法官、高級公務員、高級軍官、高級警官、黨魁、知名商人、社會賢達等顯要人物，其受封人数限制为325人（包括「PMN」75人和「PSM」250人）。知名拥丹斯里者有比·南利、依斯迈莫哈末阿里、慕尤丁等。
女性丹斯里的丈夫除非有得到最高元首的冊封，否則並沒有任何稱號。男性丹斯里的配偶（元配）稱為「潘斯里」（Puan Sri）與第一等砂拉越之星勳章（SBS）佩戴者的配偶稱號相同。在正式的社交禮節中，女性必須「從夫姓」才能冠上有關的稱號，除非她的稱號是來自於最高元首的冊封，而不是延伸自丈夫的權利。由於馬來西亞的《國民登記法令》並不强制女性在婚後冠上夫姓（除了所有的華人、少數的印度人和少數的馬來貴族，大多數的馬來人、印度人和土著並沒有傳統姓氏），所以這項細節常常被忽略，或沒有嚴格的遵守。

## 在世華裔及國外丹斯里（189名）

### 东马（19名）
| 中文名（丹斯里） | 马来文名             | 祖籍     | 出生地        | 出生日期          | 注释 |
| ---------------- | -------------------- | -------- | ------------- | ----------------- | --- |
| 陈华贵           | Peter Chin Fah Kui   | 客家     | 砂拉越古晉    | 1943年（81—82歲） | 第五任砂拉越人民联合党主席 （2012 - 2014）兼前能源、前綠色工藝與水務部長。                                                                     |
| 陈康南医生       | George Chan Hong Nam | 广东     | 砂拉越 民丹莪 | 1936年（88—89歲） | 前砂拉越第一副首长、第四任砂拉越人民联合党主席 （1997-2011)                                                                                    |
| 高建立           | Koh Kin Lip          |          | 沙巴          |                   | 高氏家族集团（Rickoh Holdings Sdn Bhd）的创始人兼主席和红森（RED SENA BERHAD）企业发展董事                                                     |
| 黄达华法官       | David Wong Dak Wah   |          | 沙巴山打根    | 1953年（71—72歲） | 第五任东马大法官 |
| 林保障           | Lim Pau Chang        |          | 沙巴古達      |                   | 马中总商会沙巴分会名誉顾问，創辦Tanah Permai 有限公司 (TP Gtoup)。                                                                             |
| 林昌和           | Ling Chiong Ho       | 福州     | 砂拉越 美里   | 1951年（73—74歲） | 升阳集团有限公司（Shin Yang Corporation), 砂拉越油棕（SOP）主席                                                                                |
| 刘楚群           | Lau Cho Kun          | 潮州潮安 | 沙巴斗湖      | 1951年（73—74歲） | “沙巴木材大王”刘玉波的侄子，拥有合成统一（HAPSENG），马磨石（MMOSAIC）），香港利星行財務（Lei Shing Hong Finance Limited）。                   |
| 刘荣华           | Liew Yun Fah         | 客家     | 沙巴斗湖      |                   | 前民政党副主席, 前州青年体育部长 |
| 刘瑞发           | Andrew Liew Sui Fatt | 客家     | 沙巴          |                   | 世界刘氏联谊总会副主席、马来西亚中华总商会副总会长、沙闽中华总商会总会长、Andamy有限公司執行董事                                               |
| 刘彦修           | Lau Ngan Siew        |          | 沙巴山打根    | 1943年（81—82歲） | 沙巴自由民主黨前署理主席兼山打根前國會議員 |
| 罗天和           | Joseph Lo Tain Fohh  | 客家     | 沙巴          |                   | Pembinaan Azam Jaya私人有限公司董事經理，落实了亚庇市的首座高架道路，加拉文星高架道路                                                          |
| 丘德星           | Yaw Teck Seng        | 客家     | 砂拉越美里    | 1941年（83—84歲） | 三林集团（Samling group）创辦者 |
| 沈立强法官       | Steve Shim Lip Kiong | 客家     | 砂拉越古晉    | 1940年（84—85歲） | 第三任东马大法官 |
| 沈联涛           | Andrew Sheng         | 重慶市忠 | 沙巴          | 1949年（75—76歲） | 曾经担任国家经济谘询理事会成员，中国银行和监管委员会首席顾问，是2015经济特别委员的其中一员和 被《财经时报》评为 2003 年百位经济风云人物        |
| 许志国           | Clement Hii Chii Kok | 福州     | 砂拉越詩巫    | 1958年（66—67歲） | 世紀教育集團（SEGI College) 和许志国投資集團（HCK Group）主席                                                                                  |
| 余民新           | Yee Ming Seng        | 福州屏南 | 砂拉越美里    |                   | 世界福州十邑同乡总会副会长、Double Dynasty Group of Companies总裁、凯城（Promenade Hotel）酒店董事长                                           |
| 章家杰           | Chong Kah Kiat       | 客家     | 沙巴古达      | 1948年（76—77歲） | 第十三任沙巴首长, 前自由民主党（LDP）主席 |
| 张仕国           | Tiong Su Kuok        | 福州闽清 | 砂拉越詩巫    | 1942年（82—83歲） | 中央冷藏控股（CCK）控股主席和创始人 |
| 張曉卿爵士       | Tiong Hiew King      | 福州闽清 | 砂拉越詩巫    | 1935年（89—90歲） | 在全球木材、種植和媒体業投資廣泛，砂拉越诗巫人，马来西亚伐木业企业家，常青集团主席，拥有主流的华文报刊（星洲日报、中国报、光明日报、南洋商报） |
| 朱瑞强           | David Chu Sui Kiong  |          | 沙巴亞庇      | 1960年（64—65歲） | Jesselton Waterfront控股有限公司总执行长,亚庇人                                                                                                |

### 西马（157名）
| 中文名（丹斯里） | 马来文名               | 祖籍         | 出生地              | 出生日期           | 注释 |
| ---------------- | ---------------------- | ------------ | ------------------- | ------------------ | --- |
| 曹智雄           | Chor Chee Heung        | 梅县客家     | 吉打亚罗士打        | 1955年3月15日      | 马来西亚华人公会前副总会长，前房屋及地方政府部长，前财政部副部长和前内政部副部长。 |
| 蔡景康           | Chai Kin Kong          |              | 彭亨而连突          | 1959年（65—66歲）  | 木材大亨，现Aset Kayamas董事经理，前善联控股（Sanbumi Holdings Berhad）执行董事。 |
| 蔡福進           | Chua Hock Chin         |              |                     | 1950年（74—75歲）  | 道路建筑股份公司（Road Builder (M) Holdings Bhd）和大道管理公司（PROPEL berhad，现马友乃德前线）的创办人。这两个公司都已经脱售给怡保工程（IJM）和马友乃德（UEM）。                                        |
| 蔡傌友           | Chua Ma Yu             | 福建同安     |                     | 1961年（63—64歲）  | 馬來西亞禾德豐集團董事長和CMY Capital。 |
| 蔡承勋           |                        |              |                     |                    | |
| 蔡细历           | Chua Soi Lek           | 潮州         |                     |                    | 马华公会第9任总会长（2010 - 2013），前卫生部长 |
| 蔡贤德           | Chuah Hean Teik        |              | 檳城                | 1961年（63—64歲）  | 前拉曼（优大）大学校长 |
| 陈成龙           | Tan Seng Leong         | 福建金门     | 柔佛峇株巴辖县      | 1956年（68—69歲）  | 享有「地產医生」和「居鑾发展之父」美誉，龙城集团（BCB Berhad）创始人兼董事经理,中华（中总）总商会副总会长和厦门联合总会创会会长                                                                           |
| 陈福荣           | Chin Fook Weng         |              |                     | 1943年（81—82歲）  | 民政黨元老， 前上议员 |
| 陈广才           | Chan Kong Choy         | 广东         | 彭亨文冬 (马来西亚) |                    | 马华公會前署理总会长，前通讯及多媒体部副部长和前交通部長 |
| 陈国华           | Tan Kok Hwa            |              |                     |                    | 唯一的现任华裔联邦法院法官 |
| 陈国平           | Tan Kok Ping           | 潮州         |                     | 1943年（81—82歲）  | 韩江三校董事长，檳城聞名發展商和美特工业(Magni-Tech Industries Berhad)主席. |
| 陈华春           | Robert Tan Hua Choon   |              |                     | 1941年（83—84歲）  | 本地企业界红人兼马股老, CASIO大王 |
| 陈建順           | Tan Kean Soon          | 福建南安     | 吉打麻坑            | 1963年（61—62歲）  | CP能源與服務私人有限公司主席兼创办人和丹绒岸外（T7 Global Berhad）董事 |
| 陈坤海           | Tan King Tai           | 福建永春     | 柔佛muar            | 1954年（70—71歲）  | 槟榔州福建会馆主席, 本视力有限公司(Pensonic Holdings Berhad)執行董事和面公司（EKA）主席 |
| 陈孟通           | Tan Beng Tong          | 福建大田     | 柔佛昔加末          |                    | 昔加末闻人兼慈善家和昔華國民型中學董事長 |
| 陈敏瑞           |                        |              |                     |                    | 滿家樂國際學校主席 |
| 陈群川           | Tan Koon Swan          | 海南文昌     | 雪蘭莪蒲種          | 1940年（84—85歲）  | 马华公会第5任总会长(1985 - 1986)，前马来西亚东岭集团主席和马化控股的董事經理 |
| 陈文成           | Tan Boon Seng          | 福建永春     |                     | 1953年（71—72歲）  | 前怡保工程副執行主席 |
| 陈文福           | Tan Boon Hock          |              |                     | 1956年（68—69歲）  | OPTIMAX眼科专科的创办人兼董事经理 |
| 陈溪福           | Tan Kay Hock           |              |                     | 1948年（76—77歲）  | 喬治肯特（George Kent (Malaysia) Berhad）主席和 佐漢控股(Johan Holdings Berhad)主席兼首席执行员。 |
| 陈雅才           | CHAN AH CHYE           |              |                     | 1946年（78—79歲）  | 新達南（Talam Transform Berhad）首席執行員 |
| 陈炎顺           | Tang Yeam Soon         | 潮州         |                     | 1959年（65—66歲）  | 环球集团有限公司（The Store）执行董事和总裁 |
| 陈志成           | Danny Tan Chee Sing    | 福建永春     | 柔佛峇株巴辖县      | 1957年（67—68歲）  | 丽阳机构（Tropicana Corp）的创办人 |
| 陈志勇           | -                      | 广东潮安     | 柔佛峇株巴辖        | 1965年（59—60歲）  | 完美(中国)有限公司董事 |
| 陈志远           | Vincent Tan Chee Yioun | 福建永春     | 柔佛峇株巴辖县      | 1952年（72—73歲）  | 成功集团(Berjaya Corporation Berhad)创办人和前主席，英冠球隊卡迪夫城足球俱乐部主席 |
| 陈仲宪           | Tan Teong Hean         | 褔建安溪     |                     |                    | 南方银行（Southern Bank）前总执行长，2013收购精英国际（HELP International）集团, 丹斯里陈升祺的儿子 |
| 陈祖排博士       | Ting Chew Peh          | 褔建福州     | 霹靂实兆远          | 1943年（81—82歲）  | 前马华公會总秘书,华阳集团主席，前首相署副部长和前房屋及地方政府部长 |
| 程观华           | Chang Koon Wah         |              |                     |                    | 擁有AKISAMA 集團 |
| 戴良业-          | Ter Leong Yap          | 福建永春     | 雪蘭莪巴生)         | 1963年（61—62歲）  | 第13任中华总商会（中总）总会长(2015-),全国总商会 (NCCIM) 总会长 (2016-2020)，创办征阳集团（Sunsuria) |
| 方木山           | hng bok san            | 潮州普宁     |                     | 1940年（84—85歲）  | 创办立达集团(Leader Universal Holdings)和大展控股有限公司(GUH Holdings)主席 |
| 方天兴           | Pheng Yin Huah         | 福建永春     | 彭亨关丹            |                    | 第5任中华大会堂总会（华总）总会长 (2009-2019),关丹中华中学董事长，柏华嘉(Perwaja Holdings)和锦记（Kinsteel Bhd）钢铁董事总经理                                                                            |
| 郭安             | KOK ONN                | 客家         |                     | 1951年（73—74歲）  | 嘉登（Gadang Holdings）董事經理 |
| 郭元平           | Guok Nguong Peng       | 福建福清     | 檳城                | 1964年（60—61歲）  | Liziz Standaco有限公司董事经理 |
| 冯世洲           | Pang Tee Chew          | 海南琼海     | 马六甲              | 1951年（73—74歲）  | 媽咪大寶達集團(MAMEE-Double Decker)首席執行長，馬六甲州首位榮膺此最高勳銜的商人，快熟面創辦人拿督冯振轩的儿子                                                                                             |
| 冯镇安           | Fong Chan Onn          | 潮州汕头     | 森美蘭芙蓉市        | 1944年（80—81歲）  | 前人力资源部长,前教育部副部长和前马华公会副总会长 |
| 冯正仁           | James Fong Cheng Yuen  |              |                     | 1946年（78—79歲）  | 前联邦法院法官 |
| 杨肃斌           | Yeoh Sock Ping         | 福建金门     |                     | 1954年（70—71歲）  | 杨忠礼集团（YTL）董事经理 |
| 甘文華律師       | Kam Woon Wah           |              |                     | 1929年（95—96歲）  | Raub Oil私人有限公司董事經理, 馬華元老 |
| 古润金           | Koo Yuen Kim           | 梅县客家     | 吉隆坡              | 1959年（65—66歲）  | 完美金鹰发展私人有限公司主席 |
| 胡兆南           | Oh Siew Nam            |              |                     | 1939年（85—86歲）  | 国家银行董事,PPB集團(PPB Group)主席， 前国家银行董事拿督， 曾代郭鶴年出席资政理事会成员(Council of Eminent Persons)(12 May 2018 至 20 August 2018)                                                        |
| 关炳顺           | Kuan Peng Ching        |              |                     | 1946年（78—79歲）  | 马华公会总财政，星辰建築(Fajarbaru Builder Group)执行主席和星报(Star Media Group)集团副董事主席,曾担任上议员(1985-1991)                                                                                   |
| 管保强           | Koon Poh Keong         | 客家梅州     | 吉隆坡              | 1961年（63—64歲）  | 拥有东南亚最大冶铝厂商齐力工业（Press Metal) 和担任首席执行员 |
| 郭令燦           | Quek Leng Chan         | 福建同安蓮花 | 新加坡              | 1944年（80—81歲）  | 担任丰隆集团（Hong Leong Bank）和國浩置地（GuocoLand）主席,掌控的兰科集团（Rank Group） |
| 黄宏炳           | Ong Hong Peng          |              |                     |                    | 前旅游及文化部秘书长 |
| 黄继梁           | Ooi Kee Liang          |              | 檳城                | 1971年（53—54歲）  | 所擁有的公司為宏升集团（Ideal Property Development） |
| 黄家定           | Ong Ka Ting            | 福建泉州     | 霹靂 玲瓏           | 1956年（68—69歲）  | 马华公会第7任总会长（2003 - 2008），前房屋及地方政府部长，前内政部第二副部长, 前马来西亚总理对华特使 |
| 黄家泉           | Ong Ka Chuan           | 福建泉州     | 霹靂 玲瓏           | 1956年（68—69歲）  | 前国际贸易与工业部部长兼前马华前总秘书 ,曾担任对华特使职务，丹斯里黄家定的弟弟和曾经担任柔佛州古来、丹绒比艾和笨珍国会议员                                                                                |
| 黄罕荣           | Danny Ooi Han Eng      |              |                     | 1956年（68—69歲）  | 前大马联邦拿督理事会(MDPM)主席, 马来西亚纪录大全创始人 (Malaysia Book of Record) |
| 黄木良           | Wong Mook Leong        |              | 霹靂 实兆远         |                    | 担任马华中委会32年 |
| 黄荣盛           | fng ah seng            |              |                     |                    | 北海威利控股有限公司（EPICVALLEY HOLDINGS)創辦人 |
| 黄思华           | Wong See Wah           | 惠州客家     | 森美蘭 芙蓉市       | 1946年（78—79歲）  | 前财政部副部长,马华前副总会长，Zalam Corporation有限公司主席 |
| 黄天福           | NG THIAN HOCK          | 福建惠安     | 雪蘭莪 巴生         | 1961年（63—64歲）  | 巴生著名A&M房地产有限公司执行主席兼创办人和前雪州行政议员,丹斯里黄顺发的儿子,马华前副总会长 |
| 黄宗華           | Ong Leong Huat         | 褔建福州古田 | 霹靂实兆远          | 1949年（75—76歲）  | 僑豐控股(OSK Holdings Berhad)董事經理兼首席執行員 |
| 柯善逵           | Kua Sian Kooi          |              |                     | 1952年（72—73歲）  | 创建了马来西亚最大的普险公司天安保险（Kurnia Insurance）然后脱售来成立KSK集團,担任KSK集團主席 |
| 江作汉           | Kong Cho Ha            | 褔建福州闽侯 | 霹靂实兆远          | 1950年（74—75歲）  | 马华前总秘书，前交通部长和房屋及地方政府部长 |
| 邝汉光           | Kong Hon Kong          | 广东南海     | 彭亨 瓜拉立卑       | 1954年（70—71歲）  | 富贵集团(Nirvana Asia Group)创办人 |
| 邝永光           | Kuan Yong Kuan         |              |                     |                    | ABEX集團主席 |
| 李爱贤           | Lee Oi Hian            | 梅县客家     | 霹靂怡保            | 1951年（73—74歲）  | 峇都加灣控股(Batu Kawan)和吉隆坡甲洞(Kuala Lumpur Kepong)主席,中华总商会（中总）的名誉会长和商联会荣誉会长,丹斯里李莱生的大儿子                                                                           |
| 李福龙           | Vincent Lee Fook Long  |              |                     | 1954年（70—71歲）  | 一個馬華醫藥基金會信托人,NagaDDB有限公司的创办人 |
| 李金友           | Lee Kim Yew            | 福建同安     | 柔佛峇株巴辖县      | 1954年（70—71歲）  | 绿野集团（Country Heights Holdings）创始人、华总永久名誉顾问、峇株巴辖五校董事会永久名誉顾问、峇株巴辖华仁中学校友会名誉顾问                                                                              |
| 李霖泰           | Lee Lam Thye           | 广东新兴     | 霹靂怡保            | 1946年（78—79歲）  | 国家职业卫生与安全机构主席和前行動黨副秘書長，被誉为吉隆坡“小贩之父”，茨场街的“李霖泰菜市场”以李霖泰之名来命名，社区安全联盟组织主席                                                                      |
| 李三春           | Lee San Choon          | 湖北天门     | 彭亨北根            | 1935年（89—90歲）  | 马华公会第4任总会长(1974-1983)，前馬來西亞交通部长、工艺研究暨新村协调部长和交通部长 |
| 李运华           | Lee Yoon Wah           |              |                     | 1958年（66—67歲）  | 友谊机构(United U-Li Corporation)集团执行董事經理 |
| 梁海金           | Leong Hoy Kum          | 广东广州     | 吉打亚罗士打        | 1957年（67—68歲）  | 馬星集團（Mah Sing Group）董事經理 |
| 梁祺祥           | Leong Khee Seong       | 客家         | 霹靂怡保            | 1939年（85—86歲）  | 民政黨前署理主席，担任原产部长 |
| 廖允发           |                        |              |                     |                    | 金山私人有限公司（Gunung Emas）基金主席 |
| 廖忠华           | -                      | 广东大埔     | -                   | -                  | 廖兄弟制铝厂（LBALUM，9326，主板工业股）执行主席 |
| 廖中莱           | Liow Tiong Lai         | 广东大埔     | 马六甲野新县        | 1961年（63—64歲）  | 马华前总会长 |
| 林福山           | Lim Hock San           | 福建安溪     |                     | 1957年（67—68歲）  | 马来西亚福建社团联合会总会长，马来西亚林氏宗亲总会总会长，林木生集团(LBS Bina Group)董事经理 |
| 林刚河           | Lim Kang Hoo           | 福建         | 雪蘭莪鹅唛县        | 1955年（69—70歲）  | 怡克伟士（Ekovest）海濱城市（Iskandar Waterfront City）的创始人 |
| 林国泰           | Lim Kok Thay           | 福建安溪     | 吉隆坡              | 1951年（73—74歲）  | 云顶集团（Genting）主席 |
| 林華龍           | Lim Huah Leong         | 福建南安     | 森美蘭              | 1952年（72—73歲）  | 华龙（BHL Group）集团顾问兼主席和華總永久名譽顧問 |
| 林江河           |                        |              |                     |                    | 馬華顧問 |
| 林江友           | Lim Kang Yew           | 福建         | 雪蘭莪鹅唛县        |                    | 林蓬岸建築有限公司（PLS Plantations）董事經理 |
| 林金煌           | Lim Kim Hong           | 福建永春     | 柔佛Muar            | 1951年（73—74歲）  | I-Berhad 创始人 |
| 林景清           | Lim Keng Cheng         | 福建         | 雪蘭莪鹅唛县        | 1962年（62—63歲）  | 吉隆坡中華獨中董事長，怡克伟士（Ekovest）的董事经理和依斯干达浮城控股（Iskandar Waterfront City）的執行董事                                                                                               |
| 林锦胜           |                        | 广东高州     |                     | 1945年（79—80歲）  | 新聯木業有限公司主席，關丹中華獨中董事，彭亨中华总商会总会长，马来西亚中华总商会署理总会长，曾担任上议员（2003-2006）                                                                                     |
| 林康友           | Lim Kang Yew           |              |                     | 1957年（67—68歲）  | 馬華黨員 |
| 林宽城           | Lim Kuang Sia          | 潮州汕頭     | 雪蘭莪巴生          | 1952年（72—73歲）  | 中华总商会（中总）署理总会长，创办高产尼品（KOSSAN),四大手套商之一 |
| 林清标           | Lim Cheng Pow          | 福建厦门     |                     | 1942年（82—83歲）  | 拥有Gula Perak 公司 |
| 林顺平           | Lim Soon Peng          | 福建同安     | 雪蘭莪巴生)         | 1955年（69—70歲）  | 帝億成功置地（Titijaya Land）董事经理兼創辦人，世界林氏總商會總會長 |
| 林伟才           | Lim Wee Chai           | 福建厦门     | 森美蘭Titi          | 1958年（66—67歲）  | 曾任大马厂商联合会(FMM) 总会长(2016-2017),顶级手套（Top Glove Corporation) 主席兼創辦人，大马四大手套商之一。                                                                                             |
| 林西彦博士       | Lin See Yan            |              |                     |                    | 国家经济发展委员会顧問,前国家银行（BNM）副总裁 |
| 林晓春           | Lim Siew Choon         |              |                     | 1960年（64—65歲）  | 玛顿企业(Malton)执行主席 |
| 林亚礼           | Lim Ah Lek             | 福建莆田     | 彭亨关丹            | 1939年（85—86歲）  | 马华公會前署理总会长，前劳工部长、前任人力资源部长 |
| 林有隆           | Lim Yew Loong          |              |                     |                    | 馬華顧問，LYL集團總執行長 |
| 林玉唐           | Lim Gait Tong          | 福建惠安     | 吉隆坡              | 1943年（81—82歲）  | 第4任中华大会堂总会（华总）总会长 (2004-2009)，发林（Farlim Group）主席, 前大马福联会总会长(1994-1996) |
| 林渊海           | Lim Yan Hai            | 福建惠安     |                     | 1938年（86—87歲）  | 前宝敦（Bolton）首席执行员, 也是已故丹斯里林添良的儿子 |
| 林源德           | Lim Guan Teik          | 潮州         | 吉打                | 1934年（90—91歲）  | 第10任中华总商会（中总）总会长(1998-2003)和慕达控股（Muda Holdings）非执行主席。 |
| 刘福平           | Low Hock Peng          | 潮州揭阳     | 檳城                |                    | Frencken Group Limited聯合創立人及非執行主席,前檳州中華總商會會長和馬來西亞中華總商會副會長，在美國上流社會活躍的刘佐特的父亲                                                                             |
| 刘万腾           | Lau Ban Tin            | 福建莆田     | 雪蘭莪巴生)         | 1957年（67—68歲）  | 2016年任民都鲁上市公司BIG工业气体（MYX：7005）主席，吉隆坡道华佳医院（Tawakal Hospital）创办人。 |
| 吴明璋           | Barry Goh Ming Choon   | 福建莆田仙游 | 霹雳曼绒            | 1964年（60—61歲）  | MCT集团主席兼联合创办人,创办B&G Property |
| 吴添泉           | Goh Tian Chuan         | 福建莆田     | 馬六甲              | 1961年（63—64歲）  | 沙巴中华大会堂（华总）总会长兼沙巴及纳闽福建社团联合会总会长，曾担任沙巴皇家高级警官14年，经由成为亿利达控股上市有限公司(GLOTEC, 5220，主板工業產品組)的大股东，间接控股澳洲悉尼上市的新能源有限公司(NGY) |
| 刘锦坤           | Surin Upatkoon         | 潮州         |                     | 1943年（81—82歲）  | 泰籍华侨, MAGNUM Berhad 非独立非执行主席， MWE Berhad 非独立非执行董事和拥有Kumpulan Europlus Berhad |
| 刘南光           |                        | 潮州         |                     |                    | |
| 刘启盛           | Liew Kee Sin           |              | 柔佛马赛            | 1958年（66—67歲）  | 绿盛世(Eco World Development Group Berhad)主席和前实达集团的首席执行官。 |
| 刘天成           | Law Tien Seng          |              | 彭亨劳勿            | 1953年（71—72歲）  | 協得(Hiap Teck Venture Berhad,)執行主席和天成控股公司（TS LAW HOLDING SDN. BHD.）创办人，马来西亚＂钢铁大王                                                                                               |
| 刘团源           | Lau Tuang Nguang       | 潮州潮安     |                     | 1958年（66—67歲）  | 龙合控股（Leong Hup Holdings Bhd）有限公司执行董事 |
| 刘衍明           | Lau Yin Pin            |              |                     |                    | 马华公会前总财政、华仁控股主席,林柭控股（Linbaq Holding）有限公司主席和曾担任上议院议员 |
| 刘应源           | Lau Eng Nguang         | 潮州潮安     |                     | 1954年（70—71歲）  | 龙合国际（LHI，6633，主板消费股）执行董事 |
| 卢成全           | Low Kian Chuan         | 浙江温州     | 登嘉樓瓜拉丁家奴    | 1960年（64—65歲）  | 马来西亚中华总商会总会长，受委任上议员 |
| 吕忠星           | Loo Chong Sing         |              |                     | 1967年（57—58歲）  | 星烨能源（纳闽）有限公司 （Synergy Energy （Labuan）Ltd）創辦人 |
| 马钦添           | Mah King Thian         | 福建古田     | 霹靂                | 1963年（61—62歲）  | 捷博（Cepatwawasan Group Bhd）的执行主席和 马福昌 （MHC Plantations Bhd）的董事经理 |
| 饶文杰           | Ngau Boon Keat         | 广东客家     | 霹靂                | 1948年（76—77歲）  | 戴乐集团（Dialog Group Berhad）执行主席 |
| 宋兆雄           | Soong Siew Hoong       |              |                     | 1925年（99—100歲） | 马来西亚中华工商執行顧問和宏源机械有限公司（Wang Yuen Engineering Sdn. Bhd）的主席 |
| 郑金焱           | Ta Kin Yan             | 福建莆田仙游 | 吉隆坡              | 1939年（85—86歲）  | 華聯集團（WAZ LIAN ENTERPRISE SDN.BHD）主席 |

- 丹斯里苏锦鸿[20]:马来西亚BSA集团公司执行董事主席
- 丹斯里苏添来[73]:大马厂商联合会（FMM）总会长(2017-2021)， 榕钢控股（YKGI）集团执行副主席 （SOH THIAN LAI）
- 丹斯里苏子文[29]：大马厂商联合会（FMM）总会长兼海尼根（Heineken Malaysia Berhad）主席和是2015经济特别委员的其中一员.（Saw Choo Boon）
- 丹斯里邱财加[29]:前大马福联会总会长(2012-2018)兼柏年控股(BREM HOLDINGS BHD)董事经理和创始人（Khoo Chai Kaa）
- 丹斯里邱继炳[20]：马联产业有限公司（MUI Properties Berhad）董事主席兼总裁和马联工业（Malayan United Industries Berhad）董事主席兼总裁。
- 丹斯里邱继圃[74]:檳華堂選舉委員會主席,民政党创党元老

- 丹斯里石清霖：前副部长、马华公会前副总秘书,星河控股(XingHe Holdings Berhad)主席
- 丹斯里童贵旺：The Edge媒体集团执行主席。[39]
- 丹斯里王茀明[49]:国会上議院前主席兼馬華前總秘書,高峰控股有限公司（Bina Puri Holdings Bhd）非执行主席
- 丹斯里王锦发[1]：金有限公司董事經理
- 丹斯里王顺福[75]：發明與設計協會（MINDS）会长兼创始人及大馬油科學家和工藝協會（MOSTA）會長.
- 丹斯里翁诗杰[24]：马华公会第8任总会长(2008-2010)，海南人，前交通部长和前高等教育部副部长。
- 丹斯里吴德財[34]：M. Zain Group董事經理。
- 丹斯里谢富年博士[76]：华总永久名誉顾问, 雙威（Sunway Berhad）創辦人兼主席
- 丹斯里许永铨[19]:ECK發展私人有限公司董事經理
- 丹斯里许展强[4]- Koh Cheng Keong: 擔任Only World Group Holdings Bhd 創辦人兼董事經理
- 丹斯里许子根博士：第三任槟城首席部长（1990 - 2008）、马来西亚民政运动，民政党前主席[77]。
- 丹斯里颜光星[78]：汝萊資源（Nilai resources group Sdn Bhd）主席
- 丹斯里颜天龙：Brunsfield International集团董事经理，2014年受封[48]
- 丹斯里颜友才[35]：金满成功集团董事经理（Platinum Victory Group， 生於麻坡（Gan Yu Chai）
- 丹斯里杨宝康[30]:皇家雪蘭莪(Royal Selangor)董事經理,PEMUDAH 联合主席和大马厂商联合会（FMM）总会长，祖籍客家。(Yong Poh Kon)
- 丹斯里杨元庆[49]:亞洲策略與領導研究所首席執行員.
- 丹斯里叶顺治[27]：億成控股(Melati Ehsan Holdings Berhad)有限公司董事經理。
- 丹斯里叶永松[33]：Duta Land有限公司董事經理(Yap Yong Seong)。
- 丹斯里余錦成：前馬來西亞最高法院|最高法院法官。
- 丹斯里曾贵秋[1]：美景集團(MKH Berhad)執行主席(Chen Kooi Chiew)，祖籍客家
- 丹斯里曾福传[1]：馬來西亞房地產發展商會顧問，祖籍客家
- 丹斯里曾立强[79]：创办的金界娱乐城（Nagaworld）和经营柬埔寨首都金边市唯一的综合酒店赌场娱乐城
- 丹斯里詹學龍[34]：雪蘭莪賽馬公會主席。
- 丹斯里张昌鸿[24]：四海栈联营集团（See Hoy Chan Sdn Berhad Group）执行董事，丹斯里张泗清的三儿子(Teo Chiang Hong)
- 丹斯里张昌国[80]：四海栈联营集团（See Hoy Chan Sdn Berhad Group）执行董事，马来西亚中华总商会第一副总秘书，丹斯里张泗清的大儿子，祖籍广东潮阳 (Teo Chiang Kok)
- 丹斯里张昌梁[23]：四海栈控股集团（See Hoy Chan Sdn Berhad Group）主席，丹斯里张泗清的二儿子(Teo Chiang Liang)
- 丹斯里张德麟[81]：华总永久名誉顾问、前大马福联会总会长(1996-1999)、马来西亚国产电器集团有限公司（MEC）执行总裁
- 丹斯里张晓乡:
- 丹斯里张愈昌[82]：南方學院名譽顧問。
- 丹斯里郑福成[81]：前大马福联会总会长(2006-2012), 馬華公會總財政,高峰集团（BINA PURI HOLDINGS BHD）執掌人和董事经理。（Tee Hock Seng）
- 丹斯里郑可扬[24]：民政党前代主席,民政党全国顾问
- 丹斯里郑添利[34]：祖籍福建南安人，實康集團（Salcon Bhd）执行副主席,曾与伙伴联手买下天安保险（Kurnia）
- 丹斯里郑亚历[27]：大眾銀行（PUBLIC BANK BERHAD）董事經理兼首席執行員.
- 丹斯里郑振玉[4]- Tee Cheng York: 前马六甲州行政议员
- 丹斯里郑祖德[1]：威德（馬）有限公司執行董事
- 丹斯里植廉贵：马华公会前总财政。
- 丹斯里钟荣锦[83]：丹斯里钟廷森的侄儿，金狮集团（Lion Corporation Berhad）执行董事，廣東潮州潮陽人，生於新加坡.(Cheng Yong Kim)
- 丹斯里钟廷森[59]：第11任中华总商会（中总）总会长(2003-2012)、金狮集团（Lion Corporation Berhad）主席，百盛控股（Parkson Holdings Berhad）主席，中华总商会永久名誉会长，廣東潮州潮陽人，生於新加坡。(Cheng Heng Jem)
- 丹斯里周志坚[35]：双威集团总裁 (Chew Chee Kin)
- 丹斯里林吉祥：民主行動黨第三任秘書長（1969年-1999年）、第二任全國主席(1999年-2004年），自1969年起擔任馬來西亞下議院議員（至2022年，除1999-2003年間，分別曾代表馬六甲市區、雪蘭莪八打靈、霹靂州怡保東區、柔佛州振林山/依斯干達公主城各選區)，並出任國會反對黨領袖達三十多年（1973年-1999年、2003年-2008年），他是首位獲封丹斯里勳銜的民主行動黨領袖。

### 女性（6名）
- 丹斯里陈秀丽[33]：滿家樂國際學校執行主席。
- 丹斯里黄丽馁博士[20]：前拉曼大学(Universiti Tunku Abdul Rahman)校长。
- 丹斯里黄燕燕医生[24]：马华前副总会长，前妇女组主席，曾任马来西亚财政部副部长，妇女、家庭及社会发展部长、旅游部长
- 丹斯里刘香慧[33]：人聯黨黨員。
- 丹斯里杨紫瓊[84]：國際巨星，代表作有《臥虎藏龍 (電影)》與《昂山素季》。
- 丹斯里周宝琼[30]：前副部长、马华公會妇女组前主席，马华首任妇女组主席

### 國外（7名）
- 香港
  - 丹斯里邱达昌[85]：遠東控股國際有限公司非執行董事，受封于2005年。
- 日本
  - 丹斯里小西史彦[86]：德建资源有限公司（Texchem Resources Bhd）集团主席兼创办人。
  - 丹斯里笹川陽平[5]：日本财团（Nippon Foundation）主席，受封于2010年。
- 台湾
  - 丹斯里莊周文[4]- Chuang Chou-Wen：國籍中華民國，所擁有的上市公司為新力旺国际控股集团（Xin Li Wang International Group）。
- 新加坡
  - 丹斯里郑德荣医生：受封于1967年。[87]
  - 丹斯里王文輝[49]：新加坡公務員首長,受封於2012年。
- 中國大陸
  - 丹斯里董清世[4]- Tung Ching Sai：國籍中華人民共和國，擔任信义玻璃行政（XINYI Glass Holding LTD）的总裁及执行董事。

## 已逝华裔及國外丹斯里（99名）

### 東馬（20名）
- 丹斯里陈伯勤：著名华裔商人，砂拉越民丹莪人，2020年去世，享年76岁。（Ting Pek Khiing）[88]
- 丹斯里陈汉和：前砂沙大法官，受封于1974年[89]。
- 丹斯里陈何遵：前砂拉越州议长，受封于1974年[89]。
- 丹斯里陈沛武[24]：1990年他荣升为吉隆坡首位华裔总警长，1937年生于沙巴州亚庇，前大马防范罪案基金会副主席，曾代表大馬參與馬共在合艾簽署和平協儀，因中风不幸于2016年10月23日清晨离世，享年79岁[90]
- 丹斯里戴承聚：越邦有限公司（Pansar Berhad）董事经理，砂拉越诗巫人[91]，享壽積閏85歲
- 丹斯里黄顺开医生：砂拉越前第一副首长、砂拉越人聯黨前主席，任期1991-1996年；砂拉越诗巫人，去世於2017年3月22日，享年90歲[92]。
- 丹斯里黄文彬[59]：1984年榮獲馬來西亞最高元首封賜丹斯里勳銜 [93],於1998年去世[94]：出生于砂劳越实文然镇，创立Wee Boon Ping Enterprise Group， 第9任中华总商会（中总）总会长(1978-1998)
- 丹斯里黃植濂：纳闽中华商会会长、沙巴神山基金局主席、沙巴中华商会联合会会长，2008年1月去世。[95]
- 丹斯里李汉和大法官[96]：第四任婆罗洲大法官
- 丹斯里林鵬壽：砂華公會首任主席，《馬來西亞協定》砂拉越唯一華裔簽署者，受封於1983年，2004年去世。[97][98]
- 丹斯里刘贤威[99]：出生诗巫，进木行总裁，马福会长、马来西亚《联合日报》副社长、美里乒乓总会会长、美里羽球协会、美里排球协会顾问，去世於2016年12月7日，閏積70歲[100]。
- 丹斯里刘贤镇：人联党署理主席；前科学、工艺与环境联邦部长，砂拉越诗巫人，2018年12月25日在吉隆坡去世。[101]
- 丹斯里刘玉波, 沙巴木材大王,祖籍潮州潮安，玉波控股”（Gek Poh Holdings）创办人兼主席，他掌控马磨石（MMOSAIC）及合成统一（HAPSENG），成为首位拥有上市公司的东马企业家。
- 丹斯里罗思仁：沙巴州第二任首席部長，祖籍河源客家
- 丹斯里沈庆鸿[102]：人聯党元老，前砂拉越第一副首长和担任内阁部长二十年，祖籍福建诏安。
- 丹斯里王其辉（1914－2000年）[103]：首任砂拉越人民聯合黨主席，任期1959 - 1982年，祖籍福建同安。
- 丹斯里杨国斯[103]：次任砂拉越人民聯合黨主席，任期1983 - 1990年，河婆客家，前科学，工艺及环境部长。
- 丹斯里叶保滋[104]：沙巴人民团结党副主席，1977年受封。[105]
- 丹斯里叶明逸：砂拉越民主进步党財政[106]，去世於2016年4月30日，得年103歲[107]。
- 丹斯里张守辉[108] 第二任东马大法官，祖籍客家 （Chong Siew Fai）

### 西馬（68名）
- 丹斯里陈东海：前上议员、联盟义务总秘书，受封于1967年。[87]
- 丹斯里陈宏基教授，前马来亚大学工程学院院长及署理副校长，1920年出世，于大山脚中学受教育，得到英女皇奖学金至爱尔兰大学深造，曾在大山脚中学任教。吉打州担任助理工程师，也曾任马来西亚工程协会主席，科学学会院士。他也英国土木工程师协会颁布为名誉院士。1980年受册封，曾参与槟威大桥规划、设计与施工，1990年8月去世。[109][110]
- 丹斯里陳金鳳：南越駐馬大使[87]
- 丹斯里陈金火[1]：聯邦直轄區馬華聯委會顧問，陈唱摩托控股（Tan Chong Motor Holdings Berhad）的创办人之一，于2016年3月21日逝世，享年94歲[111]
- 丹斯里陈来金博士：陈来金控股有限公司主席兼创办人，祖籍潮州澄海，生于怡保。
- 丹斯里陈升祺：著名矿商，第一任福联会总会长，受封于1967年[112]。
- 丹斯里陈清水[113][5]：马华元老，连任马六甲市议会总监9年以及4度出任甲州代首长一职（分別于1961年、1963年、1967年和1975年）他也曾任马六甲永春会馆主席、业务篮球总会会长、马六甲市政局总监、州行政议员、马华副总会长、总财政、州联委会主席等，1921年马六甲出世并从事种植业、屋业发现和银行业。[114]
- 丹斯里陈声生[115]
- 丹斯里陈声新[116]：前副教育部长，前卫生部部长，来自彭亨州文冬和马华第五任马青总团长
- 丹斯里陈崇德[117]：前上议院主席 （1990 - 1993），前民政党全国总秘书 (Chan Choong Tack)，享年85歲
- 丹斯里陈月火:陈唱摩托控股(Tan Chong Motor Holdings Berhad)的创办人之一，丹斯里陈金火的弟弟。
- 丹斯里陈志勤[118]：1919于吉隆坡出世，在加影英校和新加坡英皇爱德华医学院毕业。民政黨和正义党的創始人之一，“反对党先生”的雅号，從福建省漳州南來和前甲洞区国会议员（1974）。1980年受册封。[119]
- 丹斯里古传光[120]局绅：霹州前总警长
- 丹斯里郭鹤舉:[121]：则曾出任马来西亚驻德国、南斯拉夫、荷兰、比利时、卢森堡、丹麦等国的大使，马来西亚首富郭鹤年的大哥，与郭鹤年创立郭氏兄弟有限公司，2003年去世[122]。
- 丹斯里郭鹤尧[123]局绅：新山华教耆老,亚洲糖王郭鹤年的堂兄,在2012年10月14日逝世，享年96歲。
- 丹斯里何文翰[124]:曾担任担任马来亚银行（Maybank Berhad）副董事长,前马华署理总会长，前内阁劳工部长和祖籍是福州福清
- 丹斯里黃顺发[125]:创办A&M realty berhad,巴生著名商人，祖籍福建惠安
- 丹斯里黄琢齐[126]：曾担任淘化大同公司董事长，隆雪中華總商會名譽會長，1987年受封丹斯里勋衔。[127]
- 丹斯里洪鐘哲：受封于1967年。[87]
- 丹斯里赖德品[23]: Lai Teck Peng, Phyto Science私人有限公司创办人, 出生于1965
- 丹斯里雷賢雄[128]:馬婆集團創辦人
- 丹斯里李厚洛：受封于1967年。[87]
- 丹斯里李金狮[41]：马华公會前署理总会长，前劳工部长和卫生部长，2019年逝。
- 丹斯里李萊生（1921－1993年)：著名华裔商人，橡胶大王，曾担任马来西亚国会上议员，收购峇都加灣和吉隆坡甲洞
- 丹斯里李娄声
- 丹斯里李孝友[129]：前副教育部长兼雪邦国会议员，前马华署理总会长和前卫生部长
- 丹斯里李深靜[20]：IOI集团(IOI Corporation Berhad和IOI產業（IOI Properties Group Berhad）创始人兼执行主席，中华总商会的名誉会长。（Lee Shin Cheng）
- 丹斯里李延年博士[59]（1906-1983年）[130]:1906年生于中国福建省永春县,先在吉隆坡旧巴生路辟建了友乃德花园，然后发展吉隆坡甲洞卫星市、白沙罗丹斯里李延年花园、敦依斯迈花园、巴生路显达坡等。前雪兰莪中华总商会会长和第8任中华总商会（中总）总会长（1976-1978），前大马福联会总会长(1971-1982)， 受封于1974年[89]。
- 丹斯里李裕隆[131]：敦李孝式的公子，1999年去世[132]。
- 丹斯里林峇[33]：馬華顧問，柔州中華總商會會長，享年81歲，1940年出世，祖籍福建永春
- 丹斯里林国荣（Lim Kok Wing）璋荣创意工艺大学学院院长兼创办人，2021年6月去世。 [133]
- 丹斯里林瑞安[134]：曾担任马华公会署理总会长、工商部长，受封于1968年6月5日[135]，1977年8月13日在英國倫敦去世。[134]
- 丹斯里林山雲（譯音）受封于1967年。[87]
- 丹斯里林添良[136]：2006年1月4日，丹斯里拿督林添良逝世。 宝敦公司（Bolton Berhad）的创办人。
- 丹斯里林梧桐（1918－2007年）：受封于1979年[137]，2007年10月23日去世。
- 丹斯里林友仁[27]：Lejadi控股私人有限公司主席兼首席執行員，2021年2月去世。（Lim Ewe Jin）[138]
- 丹斯里林玉静[81]: 第1任中华大会堂总会（华总）总会长（1990-1994）前大马福联会总会长(1988-1994)，出生于巴生，买下肯德基家乡鸡的经销权而被誉为“大马鸡王”(LIM GEOK CHAN)
- 丹斯里刘蝶[139]：刘蝶（LOW YAT GROUP）创办人和丹斯里刘耀全的父亲
- 丹斯里刘集汉[140]：前马华公會副总会长，曾担任贸工部前副部长和大马驻美国大使，享年91岁
- 丹斯里刘景成[59][141]:豐隆集團董事主席,前大马福联会总会长(1986-1988)，丹斯里刘景发的哥哥，在一九七三年三月建造安邦购物中心，它是吉隆坡第一座购物中心。刘氏于2022年去世。（Low Keng Seng）[142]
- 丹斯里刘景发[141]:是丹斯里刘景成的弟弟，在一九七三年三月建造 AMPANG PARK，它是吉隆坡第一座购物中心，2019年2月20日去世。(Low Keng Huat)[143]
- 丹斯里刘明达[144]，由泰国南下定居槟城，潮州会馆当多届董事和主席（1985-1988），韩江中学的董事
- 丹斯里刘南輝[145]：汉联机构（Harn Len Corporation Bhd）前主席，世界劉氏宗親聯誼大會創會會長，祖籍客家，2015年2月11日11时27分在新加坡伊丽莎白医院逝世，享年98岁
- 丹斯里刘文荣[146]:南方油脂（Southern Acids（M）Berhad）独立非执行董事（Low Boon Eng）籍貫福建省興化，享年72岁
- 丹斯里刘耀全：劉蝶集团（Low Yat Group）主席。[147]
- 丹斯里陸運濤，香港國際電影懋業有限公司創辦人，1961年受封，1964年死於神岡空難。[148]
- 丹斯里骆文秀（1915－1995年）[149]：享有“摩托大王”，典型的白手起家槟城商人，东方实业（Oriental Holding Berhad）的创办人和引进本田（Honda）摩托进入马来西亚。
- 丹斯里麦景泰：前驻印度大使，受封于1967年。[87]
- 丹斯里邱家金博士[27]：馬大歷史系教授。[150]
- 丹斯里丘思东：金宝区前国会议员，祖籍梅州客家，打造个新兴市镇（金宝新镇）和捐赠拉曼(优大)大学的校地，2022年5月去世。[151]
- 丹斯里苏承球:马华公會前副总会长，1970年7月去世[152]。
- 丹斯里汤耀鸿：前国家经济策划总监、前財政部秘書長兼大眾銀行聯合主席，受封于1974年[89]；于2015年5月29日逝世，享年85歲[153]。
- 丹斯里童玉锦[30]：機保控股有限公司創辦人, 前大马福联会总会长(2000-2006)。（Tong Yoke Kim）[154]
- 丹斯里王保尼：檳州第一任槟城首席部長 （1957-1969）和马华元老，受封于1967年，客家人。[87]
- 丹斯里王福森法官[155]：已故男子羽球運動員、法官。
- 丹斯里温典光[156]:与夫人潘斯里张竹友于1963年共同创立雪兰莪实业(Selangor Properties Bhd).
- 丹斯里吴德芳[27]：第2任中华大会堂总会（华总）总会长 （1995-1997）、客聯會前會長以及七大鄉團協調委員會前主席,多美集團（Tomei Consolidated Berhad）创办人和执行主席，出生于马六甲。2021年去世，享寿84岁。(Ng Teck Fong)[157]
- 丹斯里谢英福[158]：柏華惹鋼鐵廠前董事經理和合順控股公司（UMW Holdings Bhd）創辦人.
- 丹斯里许启谟：曾担任地方政府及房屋部长和马华署理会长
- 丹斯里许提南（譯音）：受封于1967年。[87]
- 丹斯里颜清文：著名华裔商人,在2011年3月1日逝世，享年79歲[159]。
- 丹斯里杨忠礼博士[20]：杨忠礼（YTL）集团董事主席兼创办人，中华总商会的名誉会长，1985年受封丹斯里；2017年10月18日去世，享年88岁。[160]（Yeoh Tiong Lay）
- 丹斯里袁悅凌[34]：霹靂州前總警長，前政治部副总监，2015年十月一日晨6时与世长辞，享年88岁。[161]：
- 丹斯里张国林[162]：錫礦業鉅子兼吉隆坡金河廣場（Sungai Wang）創設人
- 丹斯里张汉源[163]：前国庫秘言長，受封于1973年。
- 丹斯里张泗清博士[164]：四海栈控股集团主席，馬潮聯會主席，祖籍潮州潮阳，於2014年5月15日傍晚約7時逝世，享年89歲。
- 丹斯里张征雄[165]：第3任中华大会堂总会（华总）总会长（1998-2003），父亲是已故丹斯里张國林
- 丹斯里郑耀林
- 丹斯里Dyun Chong Bong將軍：受封于1967年。[87]
- 丹斯里郑鸿标博士[166]：大众银行有限公司（PUBLIC BANK BERHAD）主席兼创办人，祖籍广东省潮州。2022年12月12日逝世，享年92岁。

### 女性（1名）
- 丹斯里林碧颜[34]：前聯合國副常任代表,大马首位女大使和知名人权律师,曾出使至南斯拉夫、奧地利、比利時和歐洲等，[167]：2013月五月七日於澳洲柏斯過世，享年96歲。

### 國外（8名）
- 新加坡
  - 丹斯里陳振傳[168]（1908－2005年）：受封於1969年10月[169]。
  - 丹斯里李光前博士[59]（1893－1967年）：受封於1964年[170]，创立李氏基金（Lee Foundation）和创办南益树胶公司（Lee Rubber Co.）。
  - 丹斯里邱德拔（1918－2004年）：马来亚银行（Maybank Berhad）的创办人，曾为英商渣打银行（Standard Chartered）最大的个人股东和曾经是新加坡首富。
  - 丹斯里邵仁枚[171]（1901-1985年）：1930年與六弟邵逸夫在新加坡成立邵氏兄弟公司，1958年在香港合办邵氏兄弟(香港)有限公司，1968年或之前已获颁丹斯里[172]。
- 印尼
  - 丹斯里威多多·布迪达摩（1927－2017年）：受封于1976年，时任印尼警察总长，2017年去世。[173][174]
- 韩国
  - 丹斯里崔圭夏（1919－2006年）：受封于1967年，时任韩国驻马大使，1979至1980年任韩国第十任总统。[87]
- 臺灣
  - 丹斯里張荣发[175]（1927－2016年）：長榮集團總裁，受封于2007年，2016月1月20日於台灣台北過世，享年90歲[176]。
- 香港
  - 丹斯里曹文锦博士[177]（1925－2019年）：万邦集团创办人及董事长，受封于1973年。